# SV Terhagen
SV Terhagen was een Belgische voetbalclub uit Terhagen (Rumst). De club sloot in 1976 aan bij de KBVB met stamnummer 8437. 
In 1989 nam de club ontslag uit de KBVB. 

## Geschiedenis
SV Terhagen werd in 1969 opgericht en sloot in 1976 aan bij de KBVB.
Men ging van start in Vierde Provinciale, de club groeide snel uit tot een te duchten tegenstander in deze reeks en kon in 1980 als tweede in de stand promoveren  naar Derde Provinciale.
Daar kon men het behoud niet verzekeren en met een voorlaatste plaats moest SV Terhagen terug naar Vierde Provinciale.
Er volgde een erg slecht seizoen, waarin de club in Vierde Provinciale helemaal onderin eindigde.
In 1982-1983 kwam de club erg sterk terug en opnieuw wist SV Terhagen als vice-kampioen naar Derde Provinciale te promoveren.
Ook ditmaal bleek Derde Provinciale te hoog gegrepen en men moest meteen terug naar de onderste reeks.
De veer was gebroken en de club wist de onderste regionen niet meer te verlaten, in de laatste drie seizoenen bij de KBVB eindigde de club telkens als allerlaatste in de stand.
In mei 1989 nam men ontslag uit de KBVB.